# Putaoa
Genre
Putaoa est un genre d'araignées aranéomorphes de la famille des Linyphiidae.

## Distribution
Les espèces de ce genre se rencontrent en Chine et à Taïwan.

## Liste des espèces
Selon World Spider Catalog (version 24, 19/07/2023) :
- Putaoa annulata Liu, Xu, Hormiga, Yin & Li, 2023
- Putaoa huaping Hormiga & Tu, 2008
- Putaoa megacantha (Xu & Li, 2007)
- Putaoa seediq Hormiga & Dimitrov, 2017
- Putaoa titanoverpa Liu, Xu, Hormiga, Yin & Li, 2023

## Systématique et taxinomie
Ce genre a été décrit par Hormiga et Tu en 2008 dans les Pimoidae. Il est placé dans les Linyphiidae par Hormiga, Kulkarni, Moreira, da Silva et Dimitrov en 2021.

## Publication originale
- Hormiga & Tu, 2008 : « On Putaoa, a new genus of the spider family Pimoidae (Aeaneae) from China, with a cladistic test of its monophyly and phylogenetic placement. » Zootaxa, no 1792, p. 1-21.